# Panda vermell comú
El panda vermell comú o panda petit (Ailurus fulgens) és un petit mamífer arborícola de la família dels ailúrids. Viu a les regions muntanyoses de Bhutan, el nord-est de l'Índia, el Nepal i el sud-oest de la Xina. Habita els boscos montans amb sotabosc de bambú. Té una coloració castanya vermellosa característica, una cua llarga i peluda i una marxa culejant, a causa de l'escurçament de les potes anteriors. És un animal solitari, territorial i de costums crepusculars o nocturns. La seva alimentació es compon principalment de brots de bambú; tanmateix, és omnívor i pot menjar ous, ocells, insectes i petits mamífers.
És una espècie vulnerable a causa de la destrucció d'hàbitat per l'expansió humana, de l'agricultura, del bestiar i de l'extracció de recursos naturals. La caça furtiva és un altre factor important que ha contribuït a la disminució de la població de pandes. És un animal comú als parcs zoològics, principalment a Nord-amèrica i Europa i es reprodueix bé en captivitat.

## Noms vulgars

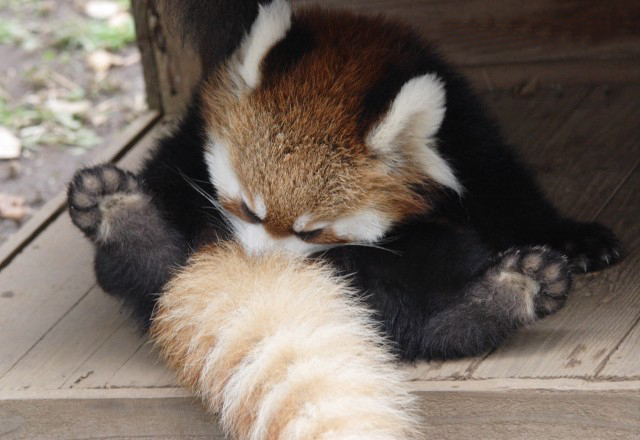
Panda vermell comú en posició d'empolainament

El terme panda fou utilitzat per Thomas Hardwicke, que l'introduí entre els europeus el 1821. El seu origen és desconegut. Un dels pocs candidats coneguts per l'arrel de la paraula és ponya, que potser deriva d'un terme nepalès que fa referència a la protuberància arrodonida de la pota, una observació atenta de com aquest animal menja bambú amb un os del canell (sesamoide radial) adaptat per la funció de polze oposable i el sisè dit; altres autors afirmen que panda ve de wah, un terme nepalès per a referir-se al panda vermell comú i originàriament del so similar al d'un infant que a vegades emet aquesta espècie de so.
A la Xina se l'anomena petit os-gat, car es pensava que estava emparentat amb els ossos petits i seu com un gat. En xinès: 小熊貓, 'petit os-gat', de 小, pinyin: xiǎo (‘petit’) 熊, xióng (‘os’) i 猫, māo (‘gat’). Altres noms utilitzats en llengües parlades en la seva distribució són: nigalya ponya, poonya, wah, ye, sankam, thokya, vetri (nepalès); wokdonka (bhutanès); hun-ho, (xinès); wob, thomtra marchung (tibetà).
El navegador d'Internet Mozilla Firefox deu el seu nom a un dels noms vernaculars en anglès del panda vermell comú (firefox), que és la mascota oficial del navegador. Tanmateix, aquest animal no és la icona que es veu al logotip, sinó que és una guineu amb una cua de foc (el nom anglès, literalment, vol dir ‘guineu de foc’).

## Taxonomia i evolució
Frédéric Cuvier (1825), inicialment, descrigué el panda vermell comú com a parent proper de l'os rentador (prociònids), tot i que li donà el nom Ailurus basant-se en les seves semblances superficials amb els gats domèstics. La classificació del panda vermell comú ha estat controvertida des de la seva descoberta i ja ha estat classificat amb els úrsids, prociònids, ailuropòdids i ara en una família pròpia, la dels ailúrids. Aquesta incertesa sorgí de la dificultat de determinar si certes característiques del gènere Ailurus són filogenèticament conservadores o si són derivades i convergents amb espècies d'hàbitats ecològics similars.
Al llarg dels anys, han sorgit diverses hipòtesis filogenètiques basades en anàlisis moleculars i morfològiques, hipòtesis que situen el panda vermell comú:
1. més a prop dels prociònids que dels úrsids;
2. més a prop dels úrsids que dels prociònids;
3. intermedi entre els úrsids i els prociònids;
4. emparentat amb el panda gegant però amb una ubicació incerta;
5. més relacionat amb els musteloïdeus; o
6. representa un llinatge monotípic dels arctoïdeus, però amb una ubicació no determinada.

Proves basades en el registre fòssil, la serologia, el cariotipatge, el comportament, l'anatomia i la reproducció revelen una major afinitat amb els prociònids que amb els úrsids. En canvi, les especialitzacions ecològiques i alimentàries i la diferent distribució geogràfica en comparació amb els prociònids moderns suporten la separació en una família pròpia.
Basant-se en anàlisis moleculars, Flynn et al. confirmaren la classificació del gènere Ailurus en una família diferent de les dels prociònids i dels úrsids, i determinaren la inclusió d'aquesta família dins la superfamília dels musteloïdeus (juntament amb els prociònids, els mefítids i els mustèlids).
| «                                         | No és un os, ni emparentat amb el panda gegant; no és un os rentador, ni un llinatge de posició taxonòmica incerta. En lloc d'això, és un llinatge basal de musteloïdeu, amb una llarga història d'independència dels seus parents propers (mefítids, prociònids i mustèlids). Aquesta llarga separació dels altres musteloïdeus pot demostrar el reconeixement del llinatge del panda vermell comú com a entitat taxonòmica d'alt nivell distinta (i. e., Ailuridae), però l'elevació del tàxon dels ailúrids no pot ser, per si sola, instructiva de la seva posició filogenètica precisa en relació amb els altres musteloïdeus i arctoïdeus. | » |
| — Flynn, Nedbal, Dragoo i Honeycutt, 2000 | |   |

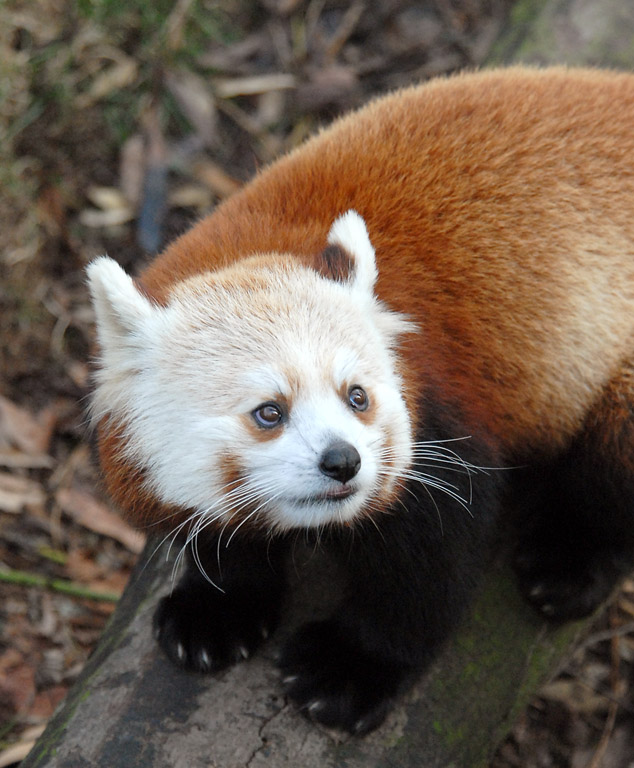
Panda vermell comú dalt d'un arbre

No es coneixen fòssils del mateix gènere que el panda vermell comú, però s'han trobat diversos fòssils d'espècies relacionades a Nord-amèrica, Europa i Àsia. Existeixen uns vuit gèneres en la família dels ailúrids, dels quals només Ailurus és recent. Recentment, un fòssil anomenat Pristinailurus bristoli, del Miocè de Nord-amèrica, fou considerat el membre més antic i primitiu de la família. S'han trobat altres restes fòssils a l'est de la Xina i l'oest de Gran Bretanya.

## Descripció
| Fitxa tècnica       |                         |
| Llargada            | 510-635 mm              |
| Cua                 | 280-485 mm              |
| Pes                 | 3-6 kg                  |
| Mida de la ventrada | 1-4                     |
| Gestació            | 114-145 dies            |
| Deslletament        | 125-135 dies            |
| Maduresa sexual     | 18 mesos (ambdós sexes) |
| Longevitat          | 17 anys (en captivitat) |

Els pandes vermells són mamífers de llargada moderada, amb una cua relativament llarga i peluda, marcada amb uns dotze anells vermells i camusses, i que no és prènsil. El cap és arrodonit, el musell, curt i les orelles, grans, erectes i puntegudes. Tenen un pelatge espès en tot el cos. A la regió ventral, el pelatge és sedós, llanós i dens. La cara és predominantment blanca, amb marques llagrimalls de color castany vermellós sota els ulls. El pelatge del dors també és castany vermellós, mentre que el del ventre és d'un negre uniforme. Les potes són negres i les soles dels peus i mans estan cobertes amb densos pèls de color blanc. No hi ha dimorfisme sexual en la coloració ni en la mida dels mascles i les femelles. Els membres toràcics estan arquejats cap endins, fent que l'animal tingui un caminar culejant. És un animal plantígrad. També té urpes semiretràctils i, com el panda gegant, té un «fals polze» que, en realitat, és una extensió de l'os del canell.
El panda vermell comú presenta diverses característiques anatòmiques pròpies. El crani és robust, amb poc de desenvolupament de l'arc zigomàtic, la cresta sagital i el procés postorbital. L'os palatí s'estén més enllà de l'última molar, la fossa mesopterigoide està comprimida anteriorment i la bul·la auditiva és petita i està estesa medialment. El procés postglenoide és llarg i corbat anteriorment i el canal alisfenoide està present. La mandíbula és robusta, però relativament curta en relació amb l'alçada de les branques i la símfisi mandibular està comprimida. El procés coronoide està enganxat fermament, més endavant, i els còndils mandibulars són grans. Té una dentadura robusta en comparació amb la d'altres prociònids. La fórmula dental és i 3/3, c 1/1, p 3/3-4, m 2/2, amb un total d'entre 36 i 38 dents. Les femelles tenen quatre parells de mamelles.

## Reproducció

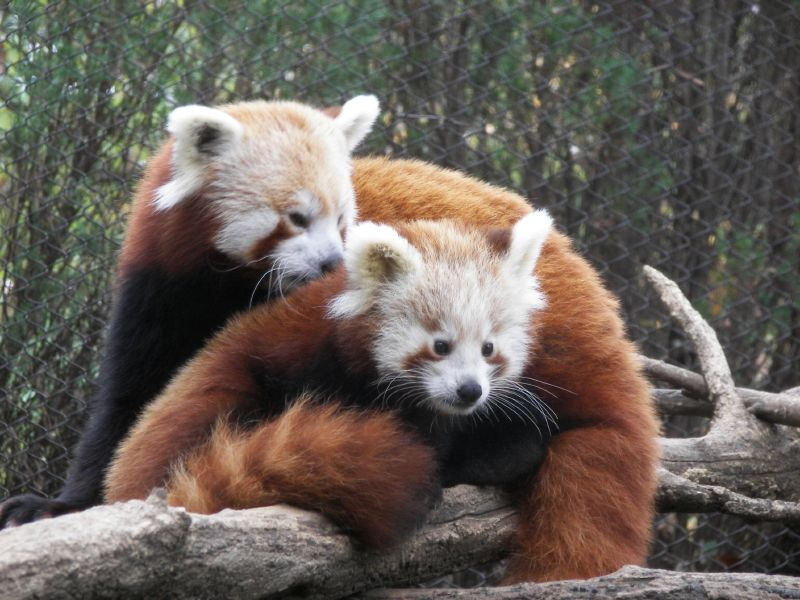
Panda amb una cria

Els pandes vermells adults rarament interaccionen fora de l'època d'aparellament. Ambdós sexes poden aparellar-se amb més d'una parella durant l'època. L'aparellament té lloc entre mitjans de gener i principis de març (període hivernal) i les cries neixen entre juny i finals de juliol (estiu). El període de gestació pot durar entre 112 i 158 dies i la femella dona a llum entre una i quatre cries, que neixen cegues i pesen 110-130 grams. Alguns dies abans del naixement, la femella comença a reunir materials, com ara herba i fulles, per utilitzar en la construcció del niu. El niu està situat normalment en un arbre buit o en una fissura a les roques.
Després del part, la femella neteja les cries, establint així un lligam afectiu amb cadascuna d'aquestes. Durant els primers dies, roman entre un 60% i un 90% del temps amb els nounats. Després d'una setmana, ja comença a passar més temps fora del niu, tornant només algunes hores al dia per alimentar les cries i netejar-les. Les cries obren els ulls a l'edat de divuit dies; al cap de tres mesos, ja presenten la coloració típica de l'espècie i, a l'edat de 125-135 dies, ja mengen els primers aliments sòlids. La ventrada roman al niu durant quatre mesos. Després d'aquest temps, l'abandonen, però romanen amb la seva mare, que els deslleta als 6-8 mesos d'edat.
És molt estrany que els mascles ajudin la cria de la nova generació i només passa quan viuen en parella o en grups familiars. Els pandes vermells esdevenen sexualment madurs a l'edat d'un any i mig. Tenen una longevitat mitjana de 8-10 anys, però poden assolir un màxim de 15 anys. Es coneix el cas d'un exemplar en captivitat a la Xina que visqué 17 anys i mig.
El panda vermell comú es reprodueix bé en captivitat. El Parc Zoològic Himalaià Padmaja Naidu de Darjeeling ha tingut èxit en la cria de conservació de pandes vermells. El Valley Zoo d'Edmonton ha tingut èxit en el programa de reproducció i hi nasqueren dos parells de pandes vermells, l'un el 2007 i l'altre el 2008.

## Comportament

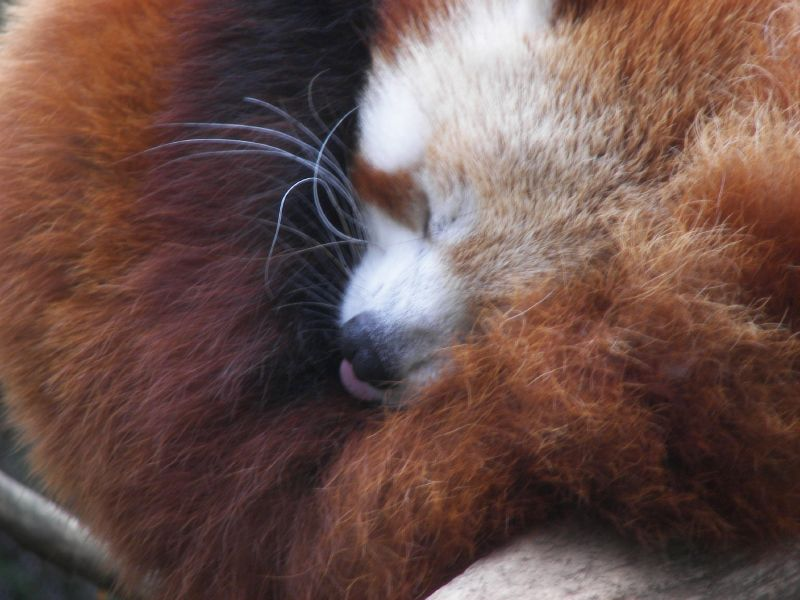
Un panda adormit, encongit amb el cap a la cua

Els pandes vermells són animals crepusculars (més actius a l'alba i la posta de sol) i nocturns, i passen el dia dormint a les branques dels arbres o en caus. Són sensibles a la calor i la seva temperatura ideal és d'entre 17° i 25 °C. No toleren les temperatures superiors a 25 °C. Per tant, els pandes vermells dormen durant les hores més càlides del dia a les copes ombrejades dels arbres, moltes vegades estirats sobre branques bifurcades, o dins de caus.
També són animals molt àgils i acrobàtics que viuen predominantment als arbres. Viuen en àrees territorials delimitades i sovint són solitaris: és estrany que visquin en parella o en grups familiars. Busquen aliment de nit, corrent per terra o pels arbres de manera veloç i àgil i, després de trobar menjar, utilitzen les potes davanteres per endur-se l'aliment a la boca. Els pandes vermells beuen submergint la llengua a l'aigua i llepant-la. Els seus principals predadors són la pantera de les neus i els humans.
| So d'un panda vermell comú          |
|                                     |
| La refilada d'un panda vermell comú |
|                                     |

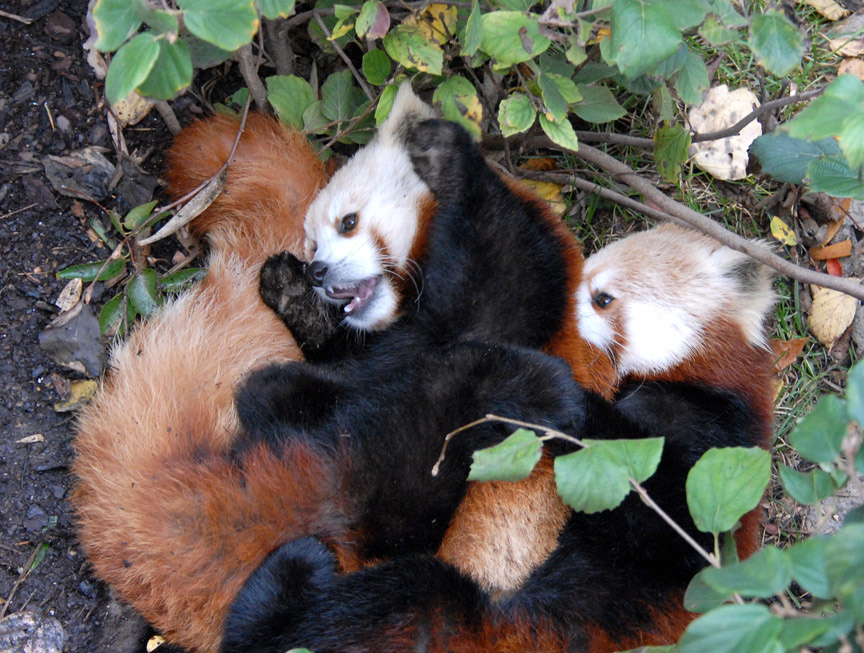
Pandes jugant

Els pandes vermells comencen l'activitat diària amb un empolainament ritual del pelatge, llepant-se les potes davanteres i fent-se massatge a l'esquena, l'abdomen i els flancs, i fregant-se l'esquena i el ventre contra arbres o roques. Després, patrullen el seu territori, delimitant-lo amb una substància de forta olor secretada per la glàndula anal i amb orina.
Tot i que normalment són silenciosos, si se senten amenaçats o en perill poden produir una sèrie de refilades curtes. Quan s'enfaden, poden emetre xiulets o una sèrie d'esbufecs. Sovint intenten córrer a dalt d'una columna de roca inaccessible o un arbre. Si, tanmateix, no són capaços de fugir, es posen dempeus sobre les potes posteriors, cosa que els fa semblar més grossos per intimidar l'agressor i els permet la possibilitat d'utilitzar les afilades urpes semiretràctils de les potes anteriors, que poden infligir ferides importants. Són animals amistosos, però no indefensos, i ataquen quan se senten amenaçats.

## Costums alimentaris i dieta

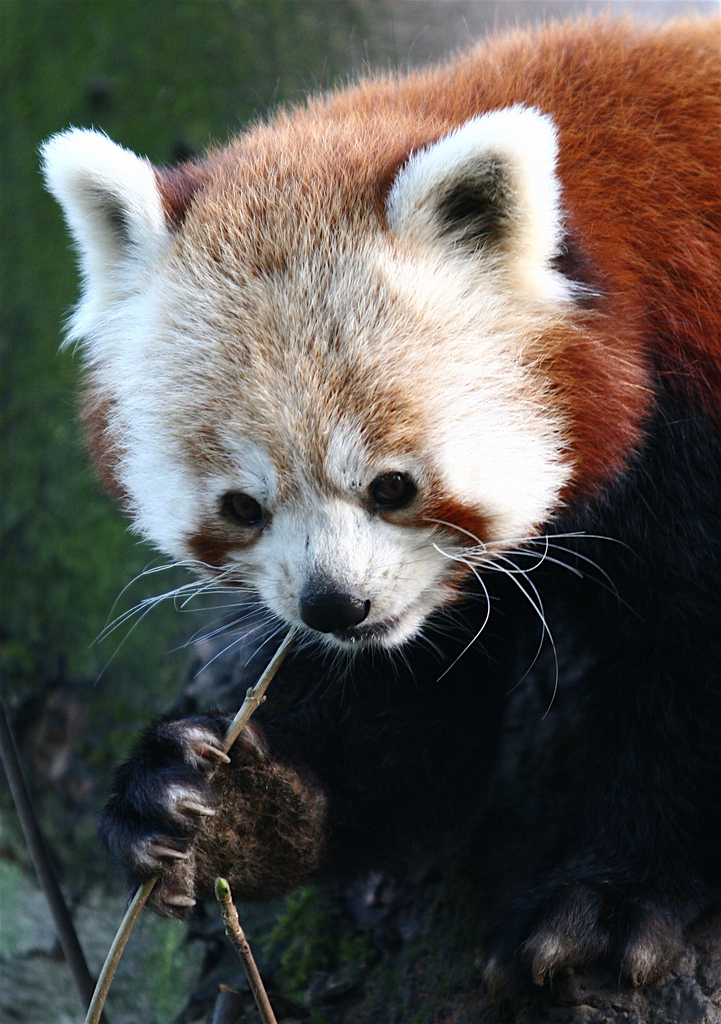
Un panda vermell comú alimentant-se

El panda vermell comú, tot i tenir un aparell digestiu més adaptat a una dieta carnívora, és un animal omnívor que s'alimenta principalment de bambú, tot i que no és capaç de digerir la cel·lulosa; per tant, es veu obligat a consumir grans quantitats de bambú per sobreviure. La seva dieta es compon d'aproximadament dos terços de bambú i la complementa amb baies, fruits, bolets, arrels, glans, liquen i gramínies, a més d'alimentar-se ocasionalment de cries d'ocells, ous, petits rosegadors i insectes. En captivitat, també s'alimenta de carn. Els pandes vermells són excel·lents escaladors i busquen menjar bàsicament dalt d'arbres.

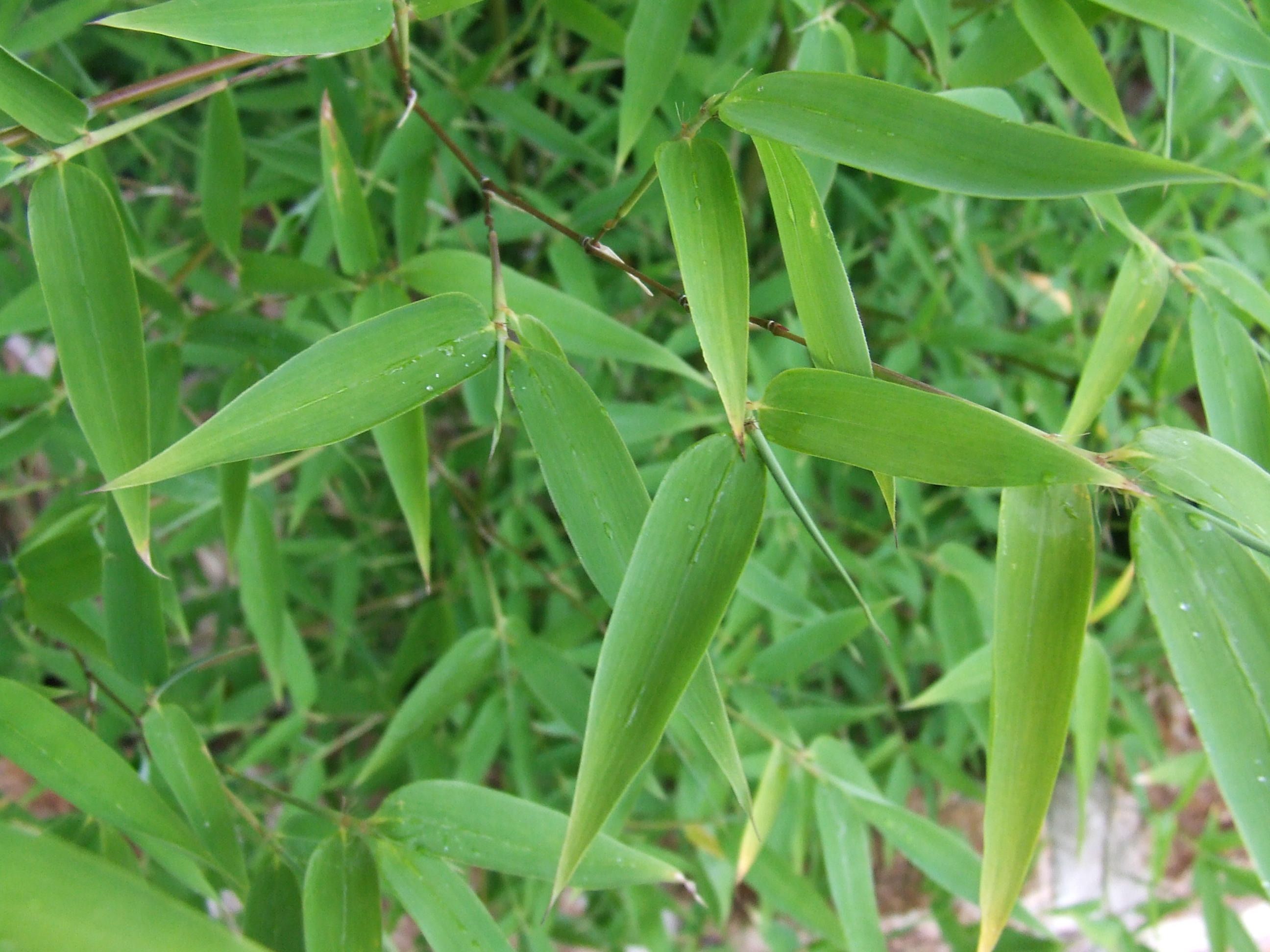
Fulles de bambú

Els brots de bambú són més fàcils de digerir que les fulles. Tenen una gran digestibilitat a l'estiu i la tardor, mitjana a la primavera i baixa a l'hivern. Aquestes variacions estan relacionades amb el contingut nutritiu del bambú. El panda vermell comú no digereix completament el bambú, especialment la cel·lulosa i els components de la paret cel·lular vegetal. Això implica que la digestió microbiana només juga un petit paper en la seva estratègia digestiva, semblant a la del panda gegant. El trànsit del bambú per l'intestí del panda vermell comú és molt ràpid (entre dues i quatre hores). Per sobreviure amb aquesta dieta pobra en calories, el panda ha de triar parts d'alta qualitat, com ara fulles tendres o brots. Es mengen una gran quantitat d'aliments (més d'1,5 quilograms de fulles fresques i 4 quilograms de brots frescos al dia), per tal de maximitzar l'absorció de nutrients.

## Distribució geogràfica i hàbitat

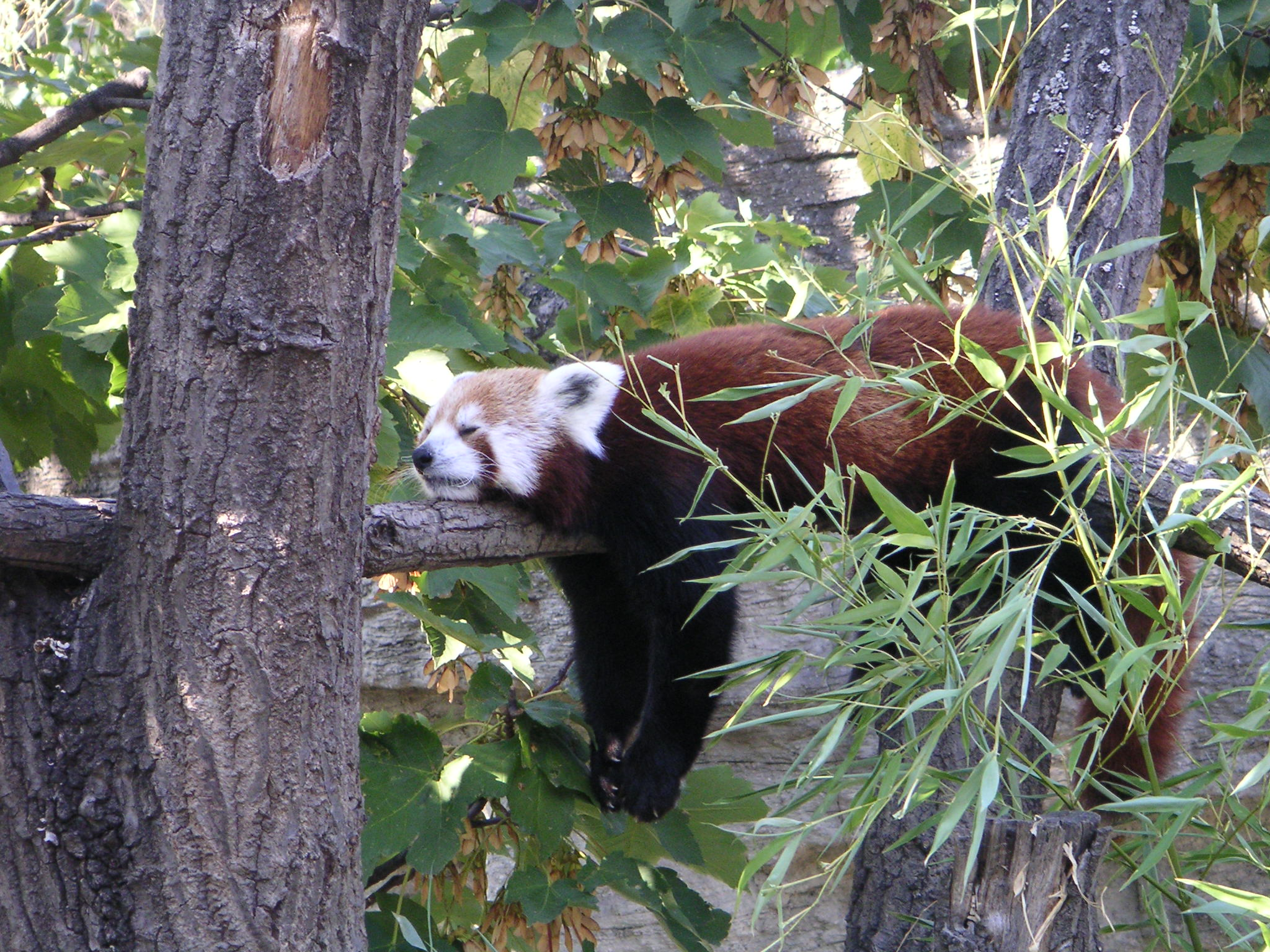
Panda dormint dalt d'un arbre

Els pandes vermells viuen principalment en boscos temperats, a entre 2.200 i 4.800 metres d'altitud, a l'Himàlaia, principalment a la regió dels contraforts occidentals de l'oest del Nepal el sud del Tibet, Sikkim, Assam i Bhutan i a les muntanyes el nord de Myanmar i del sud de la Xina, a les províncies de Sichuan (muntanyes Hengduan) i Yunnan (muntanyes Gongshan). L'existència de pandes vermells al sud-oest del Tibet i el nord d'Arunachal Pradesh és molt probable, però encara no ha estat documentada. S'ha extingit a les províncies xineses de Guizhou, Gansu, Shaanxi i Qinghai.
La seva presència a les muntanyes del sud de la Xina constituí un refugi durant l'última glaciació del Plistocè. A la Xina, el panda vermell comú i el panda gegant són simpàtics a les muntanyes de Qionglai, Minshan, Xianling i Liangshan a la província de Sichuan.
La distribució dels pandes és separada, tenint la gorja del riu Brahmaputra, que traça una corba al voltant de l'extrem oriental de l'Himàlaia, com a divisió natural entre les dues subespècies, tot i que alguns autors suggereixen que A. f. fulgens s'estén més cap a l'est, a la província xinesa de Yunnan.
Els pandes vermells viuen en regions de temperatures moderades (10-25 °C), amb poca variació anual, i prefereixen àrees muntanyoses amb arbres, compostes principalment de boscos conífers i caducifolis, especialment amb arbres antics de nerets i bambú.

## Conservació
El panda vermell comú és classificat per la Unió Internacional per a la Conservació de la Natura (UICN) com a espècie vulnerable, i al CITES apareix a l'Apèndix I. El 1999, s'estimaren les poblacions en menys de 2.500 animals adults i entre 16.000 i 20.000 el 2001. Les principals amenaces pel panda vermell comú són la pèrdua d'hàbitat per l'agricultura, la ramaderia i la desforestació, la caça il·legal i modificacions en la dinàmica de les espècies nadiues. La importància relativa d'aquests diferents factors varia entre les diferents regions habitades pel panda vermell comú i no és ben compresa.

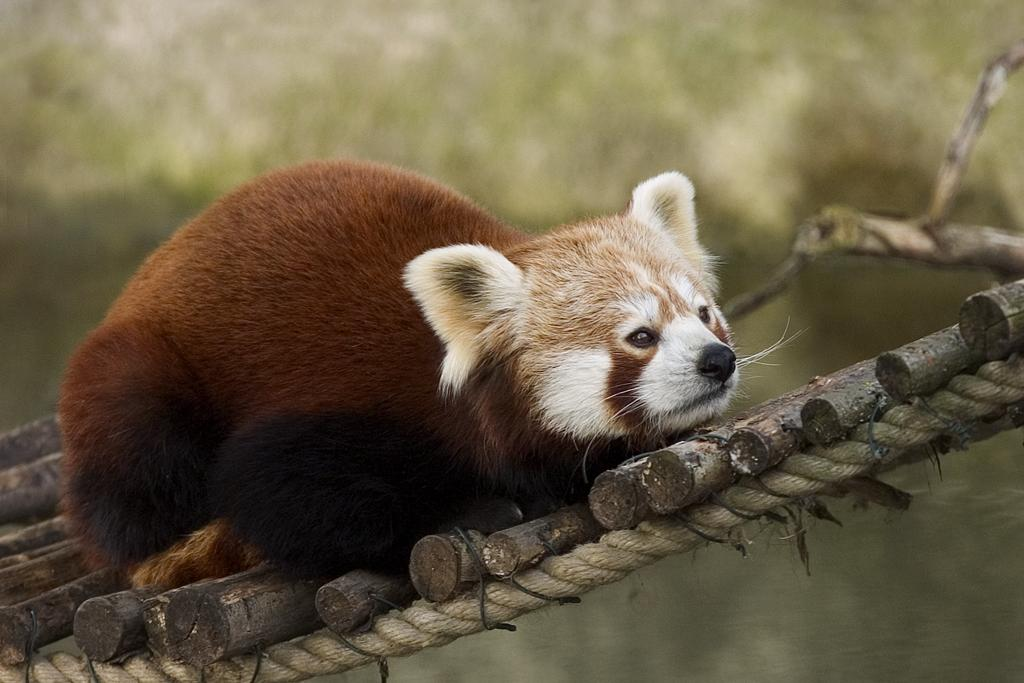
Panda vermell comú al zoo de Múnic

El panda vermell comú està protegit en tots els països en els quals viu i la seva caça és considerada il·legal. Al sud-oest de la Xina, és caçat pel seu pelatge i especialment per la seva cua peluda, altament valuosa perquè se'n fan barrets. En aquestes àrees, la pell és utilitzada sovint en cerimònies culturals i casaments. Els barrets són guardats com a amulets de bona sort i utilitzats pels xinesos acabats de casar. Fins fa poc, es capturaven i venien pandes vermells als zoos. En un article publicat en International Zoo News, Munro (1969) escrigué que capturà personalment 350 pandes en disset anys. El nombre d'exemplars caçats ha disminuït substancialment al llarg dels últims anys, gràcies a les accions del CITES en el combat contra el tràfic internacional d'animals salvatges. Tanmateix, la caça clandestina continua i sovint hi ha exemplars que són venuts a col·leccionistes privats a preus exorbitants. En alguns indrets del Nepal i l'Índia, el panda vermell comú és mantingut com a animal de companyia.
La desforestació pot tenir una sèrie d'efectes sobre el panda vermell comú: la pèrdua del bosc per l'agricultura pot inhibir la dispersió i resultar en una fragmentació de la distribució i redueix la qualitat de l'hàbitat, eliminant arbres antics que ofereixen refugi i disminuint la regeneració dels boscos de bambú. La competició per l'aliment amb animals domèstics no és gaire significativa, però el bestiar pot destruir els boscos de bambú aixafant les plantes.
La situació i la conservació del panda vermell comú varia als diferents països que habita:

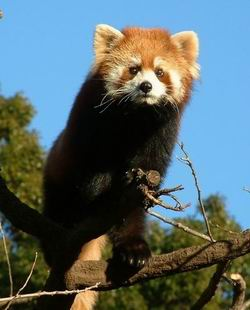
El panda vermell comú és sovint confós amb altres animals

- Nepal: té una de les taxes de desforestació més altes d'Àsia. Té diverses àrees protegides (Parc Nacional de Langtang, reserva de caça de Dhorpan, Parc Nacional de Sagarmatha, Parc Nacional de Makulu, Àrea de Conservació de l'Annapurna i el Parc Nacional de Rara), però algunes d'aquestes pateixen pressió per part dels humans;
- Bhutan: probablement un dels països més intactes d'Àsia. Encara conserva grans àrees de bosc. Hi ha dues àrees protegides (Santuari de la Vida Salvatge de Jigme Dorji i el Bosc Nacional de Thrumung La), però sense presència de pandes vermells;
- Índia (Sikkim, Arunachal Pradesh i Bengala Occidental: té tres àrees protegides on viuen pandes (Parc Nacional de Khangechandzonga, Parc Nacional de Namdapha i el Parc Nacional de Singalila), a més d'una política de conservació coordinada;
- Myanmar: té una alta taxa de desforestació i no té cap àrea protegida a la regió de l'Himàlaia;
- Xina: té diverses àrees protegides amb presència del panda (Parc Nacional de Wolong, reserva de Tangjiahe, reserva nacional de Medog i el Parc de Wanglang).

El nombre de pandes també varia. A la Xina, s'estima que hi ha entre sis i set mil individus; a l'Índia, entre cinc i sis mil, i al Nepal, uns pocs centenars. No es coneixen dades de Bhutan ni Myanmar.

### En captivitat
El panda vermell comú és relativament comú en parcs zoològics d'arreu del món; el 2006 n'hi havia 511 exemplars repartits per 173 institucions. Es reprodueix amb relatiu èxit en captivitat, sempre que se li atenguin les necessitats. Hi ha diversos programes regionals de cria en captivitat (Nord-amèrica, Europa, Austràlia, Japó i Índia), que estan coordinats en un programa global sobre la cura de l'International Studbook i l'International Red Panda Management Group. A Nord-amèrica, hi ha una població de 182 individus (2001) que són mantinguts i administrats per l'Species Survival Plan.